# Chiesa di Sant'Anna (Taranto)
La chiesetta di Sant'Anna fu costruita a Taranto nel 1914 al posto della precedente medievale (si pensa del XIII secolo) dedicata a San Nicola (non è ancora chiaro a quale dei santi). Già a partire dal XIX secolo, ad ogni modo, era stato attestato nel luogo il culto di Sant'Anna, culto poi istituzionalizzato dalla ricostruzione avvenuta sotto la direzione del rettore monsignor Solito che fece adornare la nuova chiesa con altari in marmi policromi, stucchi ed affreschi del Sampietro. La facciata è in stile romanico pugliese. 
All'interno, oltre al simulacro di Sant'Anna, sono esposte le staue di San Gioacchino (padre della Madonna) e di Sant'Omobono, primo laico ad essere canonizzato.